# Rnhlella superba
Rnhlella superba är en insektsart som beskrevs av Schmidt 1924. Rnhlella superba ingår i släktet Rnhlella och familjen lyktstritar. Inga underarter finns listade i Catalogue of Life.